# Чехословашка крона
Вижте пояснителната страница за други значения на крона.
Чехословашката крона е валутата на Чехословакия от 10 април 1919 г. до 14 март 1939 г. и от 1 ноември 1945 г. до 7 февруари 1993. За кратко време през 1939 г. и отново през 1993 г. тя също е валута в Чехия и Словакия. На 8 февруари 1993 г. тя е заменена от чешката крона и словашката крона едновременно.

## История
Валутата е въведена в Австро-Унгария на 11 септември 1892 г., като първата модерна валута, базирана на злато в района. След създаването на независима Чехословакия през 1918 г. възниква спешна необходимост от създаването на нова валутна система, която да се разграничава от валутите на другите новопоявили се страни, страдащи от инфлация. На следващата година, на 10 април 1919 г., се провежда валутна реформа, определяща новата крона като равна по стойност на австро-унгарската крона. Първите банкноти влизат в обращение още същата година, а монетите три години по-късно, през 1922 година. Първата крона е в обращение до 1939 г., когато се въвеждат отделни валути за Бохемия, за Моравия и за Словакия, наравно с чехословашката крона. Това са бохемската и моравската крона и словашката крона. Кроната преминава през редица допълнителни реформи. Особено драстично е предприетото през 1953 г. Тогава Комунистическата партия на Чехословакия трябва да се справи със съществуването на двоен пазар в страната: фиксиран пазар, осигуряващ основна достъпност на храните, и свободен пазар, на който стоките са били осем пъти по-скъпи, но по-качествени. Те решават да обявят валутна реформа в сила от 1 юни 1953 г. и да разпространяват нови банкноти, отпечатани в Съветския съюз. Реформата е подготвена много бързо и е била поверителна до последната минута, но така или иначе информация изтича, което предизвиква много паника. В нощта преди крайния срок президентът на Чехословакия Антонин Запотоцки изнася реч по радиото, в която лъже нацията, че няма възможност за реформа и успокоява жителите. На следващия ден хората получават право да подновят до 1500 стари крони за нови такива в размер на 5 стари до 1 нова крона, а останалите в размер на 50 до 1. Всички застрахователни фондове, държавни задължения и други търговски книжа са анулирани. Икономическото положение на много хора се влошава и избухват много петиции и демонстрации, най-голямата от които се състои в Пилзен, където са арестувани 472 души.
През 1993 г., при разпадането на Чехословакия, чехословашката крона се разделя на две независими валути: словашката крона и чешката крона. Присъединяването към ЕС през 2004 г. означава, че и двете валути ще бъдат заменени от еврото, след като съответните им страни изпълнят критериите за икономическо сближаване и съществува политическата воля за това. Словашката крона е заменена с еврото на 1 януари 2009 г. Няма определена или прогнозна дата за замяна на чешката крона.

## Банкноти
| Изображение | Изображение | Номинал | Размери (мм) | Основни цветове | Описание                                                        | Описание                                         | В обращение     | В обращение      |
| Лице        | Гръб        | Номинал | Размери (мм) | Основни цветове | Лице                                                            | Гръб                                             | От              | До               |
| ----------- | ----------- | ------- | ------------ | --------------- | --------------------------------------------------------------- | ------------------------------------------------ | --------------- | ---------------- |
|             |             | 3       | 113×56       | син             | номинал                                                         | Герб на Чехословакия                             | 1 декември 1961 | 31 декември 1972 |
|             |             | 5       | 123×60       | зелен           | номинал                                                         | Герб на Чехословакия                             | 1 декември 1961 | 31 декември 1972 |
|             |             | 10      | 133×65       | сив             | деца с цветя                                                    | водохранилище Орава                              | 1 декември 1961 | 30 юни 1988      |
|             |             | 20      | 132×58       | син             | Ян Жижка                                                        | Ян Жижка по време на поход                       | 1 април 1971    | 30 юни 1991      |
|             |             | 25      | 140×69       | синьо-зелен     | Ян Жижка                                                        | площад Ян Жижка в гр. Табор                      | 2 май 1962      | 31 декември 1972 |
|             |             | 50      | 150×74       | червено-кафяв   | съветски войник и чехословашки партизанин, герб на Чехословакия | нефтопреработвателен завод Slovnaft в Братислава | 1 април 1965    | 30 юни 1991      |
|             |             | 100     | 164×80       | зелен           | металург и селянка на фона на промишлен комплекс                | Карловият мост през река Вълтава в Прага         | 1 декември 1962 | 1993             |
|             |             | 500     | 152×67       | червено-кафяв   | словашки бунтовници в Стречно                                   | замъкът Девин                                    | 1 ноември 1973  | 1993             |
|             |             | 1000    | 157×67       | син             | композиторът Бедржих Сметана                                    | крепостта Вишеград                               | 1 октомври 1985 | 1993             |